# Kaišiadorys (plaats)
Kaišiadorys is een stad in Litouwen in het district Kaunas. De stad staat bekend om zijn ganzen- en eendenfokkerijen. Het ligt tussen de twee belangrijkste steden van Litouwen in, Vilnius en Kaunas en kent daardoor een goede infrastructuur.

## Geschiedenis
De naam van de stad is Aziatisch van oorsprong; De nobele Tataar Chaišadaras leefde in dit gebied in de 16e eeuw. De groei van de stad ontstond in 1871 met de bouw van een spoorlijn tussen Vilnius en Liepaja.